# 쿄교쿠 이즈키
고교쿠 이즈키(일본어: 紅玉いづき, 1984년 ~ )는 일본의 여성 소설가이다.

## 내력
이시카와현 출신. 가나자와 대학 문학부 졸업. 《부엉이와 밤의 왕》으로 제13회 전격 소설 대상에서 대상을 수상하였다.

## 작품
장편 · 단행본
- 《부엉이와 밤의 왕》
- 《MAMA》
- 《눈사마귀》